# Ian Caldwell
Ian Caldwell (Contea di Fairfax, 18 marzo 1976) è uno scrittore statunitense.

## Biografia
Caldwell è nato e cresciuto nella Contea di Fairfax, in Virginia, dove ha incontrato il suo coetaneo e futuro collaboratore letterario Dustin Thomason. Entrambi si diplomarono alla Thomas Jefferson High School for Science and Technology nel 1994. Successivamente si iscrisse all'Università di Princeton, entrando nella confraternita Phi Beta Kappa. Nel 1998 si laureò in storia; dopo la laurea, mentre si dedicava con Thomason alla scrittura del loro primo romanzo Il codice del quattro, lavorò alla MicroStrategy di Tysons Corner e tenne corsi propedeutici per test alla Kaplan in Blacksburg.
Per Il codice del quattro, Caldwell e Thomason lavorarono a stretto contato per un'estate, poi continuarono a collaborare on line e per telefono nei cinque anni successivi. L'intreccio verte su quattro laureandi di Princeton che cercano di risolvere un mistero legato all'Hypnerotomachia Poliphili, un testo italiano del Rinascimento.  Il libro fu pubblicato dalla Dial Press nel 2004, passò 49 settimane nella lista dei best seller del New York Times e vendette almeno due milioni di copie. È stato spesso paragonato al romanzo di Dan Brown Il codice da Vinci per il simile stratagemma di insegnare la storia attraverso una trama immaginaria, così come per la vicinanza delle date di pubblicazione.
Caldwell impiegò dieci anni per completare il suo secondo lavoro, Il quinto vangelo, pubblicato dalla Simon & Schuster in 2015. Quest'opera narra la storia fittizia di due fratelli preti che esplorano il Diatessaron, il "quinto" vangelo, e di come ciò potrebbe portare alla riconciliazione tra la chiesa cattolica e quella ortodossa.

### Vita privata
Ian Caldwell è sposato con Meredith, medico veterinario. La coppia ha vissuto a Newport News prima di spostarsi a Vienna in Virginia dove abita con i tre figli Ethan, Jude e Luke.